# Waldron, Kansas
Waldron är en ort i Harper County i Kansas. Vid 2010 års folkräkning hade Waldron 11 invånare.